# Каталін Доріан Флореску

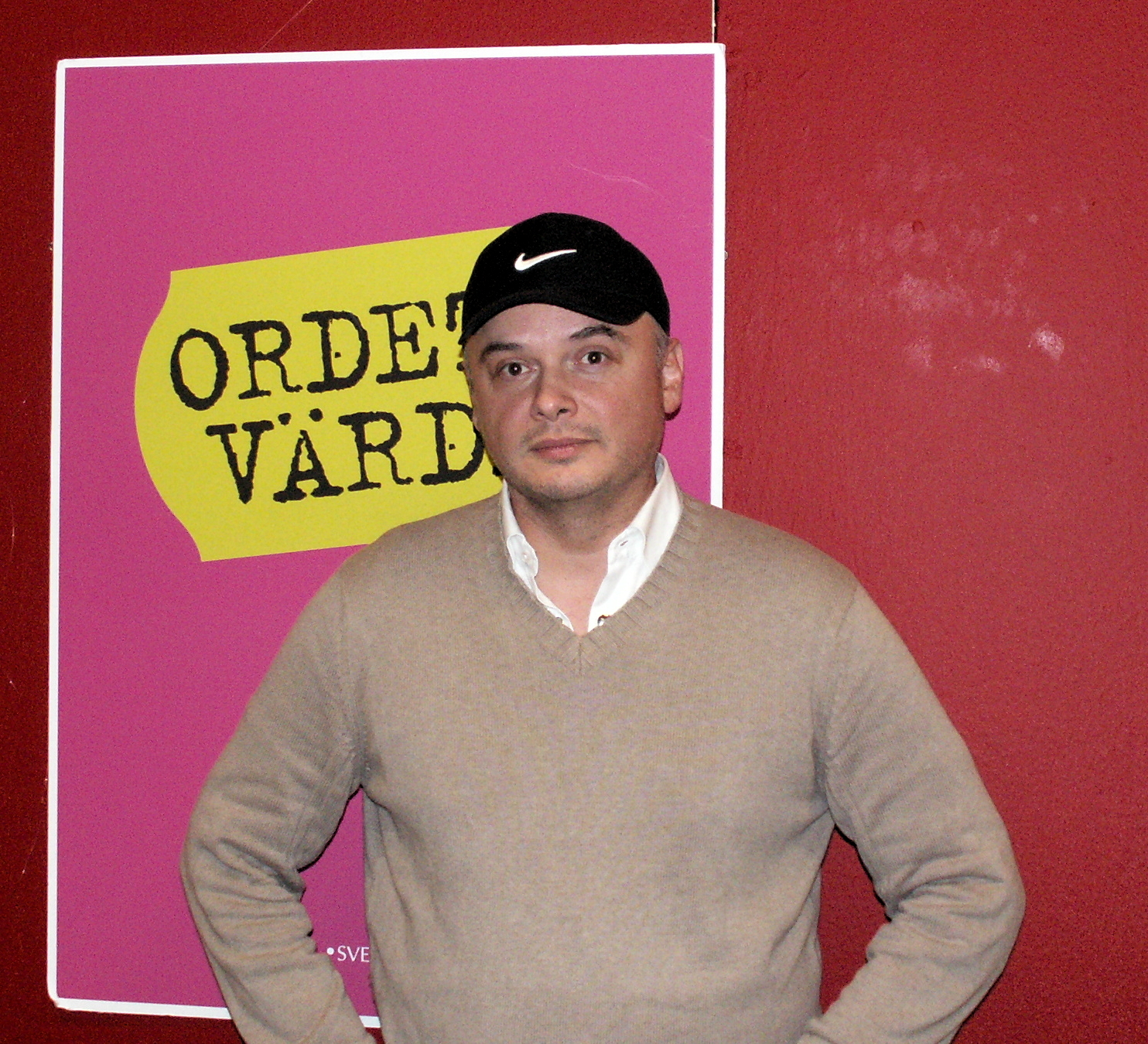
Cătălin Dorian Florescu

Каталін Доріан Флореску (нар. 27 серпня 1967, м. Тімішоара, Румунія) — швейцарський письменник і психолог.  

## Життєпис
Доріан Каталін народився 27 серпня 1967 року в місті Тімішоара, Румунія. У віці 15 років разом з батьками емігрував до Швейцарії. Відтоді живе в Цюриху. Там вивчав психологію і психопатологію, шість років працював в області лікування наркотичної залежності.  
У тридцять чотири роки дебютував із романом «Wunderzeit» («Час дива»), який підніс його до зірок, і дозволив жити з письменницького ремесла. Міжнародне визнання прийшло з романом «Jacob beschließt zu lieben» («Якуб вирішує любити»), у якому описані різні долі кількох поколінь емігрантів з Лотарингії у румунському Банаті. На першому плані у його творчості «людина, яка шукає своє місце, де можна гідно та безпечно жити». Центральна тема — еміграції та життя у вигнанні, пошуки ідентичності. 
Себе не вважає ані румуном, ані швейцарцем, але — європейцем. Швейцарія йому надає матеріальне забезпечення, Румунія — надихає на творчість.
|                           | Удома почуваюсь ніби у двох місцях, не маючи Батьківщини. |
| — Каталін Доріан Флореску |                                                           |

3 липня 2019 року був гостем фестивалю Місяць авторських читань, котрий розпочався в Брно. Також в рамах фестивалю письменник відвідав такі міста як: Острава, Вроцлав, Кошиці.  
7 липня 2019 року гостював у Львові, в рамах того ж самого фестивалю.